# Deflationspolitik

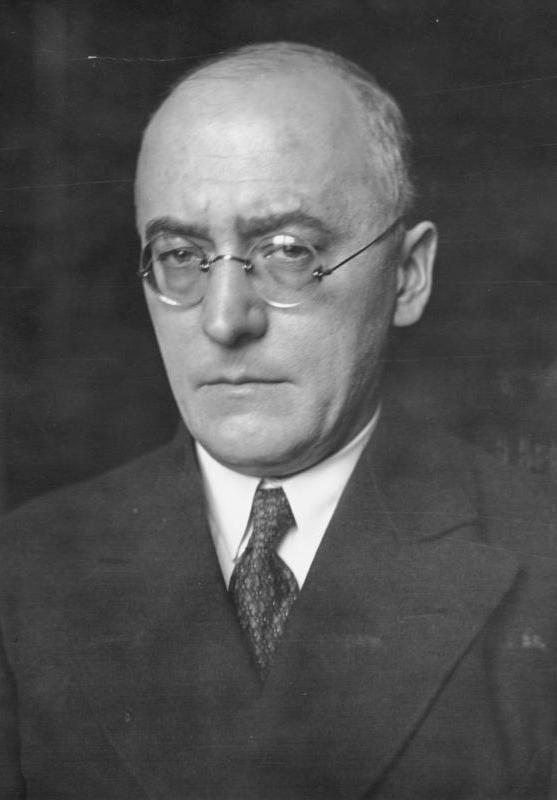
Heinrich Brüning, Reichskanzler 1930–1932

Die Deflationspolitik war bezeichnend für die Wirtschaftspolitik von Heinrich Brüning während der Weltwirtschaftskrise. Er war der erste Reichskanzler eines Präsidialkabinetts in der Weimarer Republik. Diese Politik war gekennzeichnet durch eine strikte Haushaltssanierung und staatlich verordnete Lohn- und Preissenkungen. Dies verschärfte die bereits durch die Weltwirtschaftskrise ausgelöste Deflation erheblich. Das Ziel war eine Gesundschrumpfung der deutschen Wirtschaft, durch die niedrigeren Preise (Innere Abwertung) sollten deutsche Produkte auf dem Weltmarkt attraktiv und der Export angekurbelt werden. Ob die Deflationspolitik auch dem Ziel diente, Deutschlands Reparationsverpflichtungen zu beseitigen, ist in der Forschung umstritten.

## Gründe für die Deflationspolitik
Der Hauptgrund für die Deflationspolitik ist bis heute umstritten. Nach einer Ansicht war das Hauptziel die Senkung und Streichung der Reparationszahlungen, nach anderer Ansicht entsprach die Deflationspolitik vor allem den damaligen Vorstellungen von einer mittelfristig optimalen Wirtschaftspolitik.

### Reparationszahlungen
Der Historiker Wolfgang Helbich führte in seiner 1962 erschienenen Dissertation Belege dafür an, dass Brünings Hauptziel nicht die Überwindung der Krise gewesen sei, sondern eine Senkung oder Streichung der Reparationen, wie sie sein Nachfolger Franz von Papen in der Konferenz von Lausanne im Juli 1932 auch erreichte. Brüning habe den Siegermächten demonstrieren wollen, dass Deutschland die für den Reparationstransfer nötigen Devisen trotz der äußersten Anstrengungen nicht mehr erwirtschaften konnte, und habe dazu die Forderungen des Young-Plans nach Geldwertstabilität erfüllen wollen. Die These von einer reparationspolitischen Motivierung der Deflationspolitik ist bis heute weit verbreitet. Die Berliner Historiker Henning Köhler und Philipp Heyde glauben dagegen, dass Brüning und seine Mitarbeiter ehrlich davon überzeugt gewesen seien, dass es zu ihrer Politik keine Alternative gebe. So komme die Revision der Reparationsverpflichtungen als Motiv der Deflationspolitik auffallenderweise nur in öffentlichen Reden des Kanzlers und seiner Mitarbeiter vor, in den internen Besprechungen dagegen würden die Reparationen keine herausragende Rolle spielen. Laut dem Wirtschaftshistoriker Albrecht Ritschl kommt die Annahme, Brüning hätte die Wirtschaftskrise absichtlich verschärft, um die Reparationen loszuwerden, einer Verschwörungstheorie gleich, wenn man nicht von einer diktatorischen Allmacht des Kanzlers ausgehen wolle, gegen die kein Widerstand mehr möglich gewesen wäre. Beide Annahmen findet er unplausibel. Laut dem Historiker Desiderius Meier hatte die Deflationspolitik zwar eine reparationspolitische Komponente, wenn sie auch nicht im Vordergrund stand. Ganz im Sinne der Erfüllungspolitik sollte sie eine aktive Handelsbilanz herbeiführen, die Deutschland in die Lage versetzen würde, seinen Reparationsverpflichtungen nachzukommen, und eben diese Verbesserung der deutschen terms of trade sollte die Reparationsgläubiger verhandlungsbereit machen. Insofern hätten Brüning und sein Finanzminister Hermann Dietrich „nicht auf eine dann zu instrumentalisierende Verelendung der Bevölkerung, sondern auf wirtschaftliche Prosperität in Form steigender Exporte“ gesetzt, um durch internationale Kooperation zu einer Revision der Reparationsverpflichtungen zu kommen.

### Zeitgenössische wirtschaftspolitische Vorstellungen
Die Deflationspolitik entsprach dem damaligen wirtschaftspolitischen Mainstream, der sogenannten Liquidationsthese.
Nach damaliger Vorstellung war Deflation ein reinigender Prozess, in dem die Preise solange fallen, bis das Marktgleichgewicht wieder hergestellt ist. Die aus der Deflation entstehende Depression sei heilsam, gerade weil „untüchtige“ Betriebe beseitigt würden. Vor allem aber habe die konkurrierende Industrienation, die als erste den Tiefpunkt erreicht, preisliche Wettbewerbsvorteile und könne deshalb über steigende Exporte die kraftvollste Konjunkturwende schaffen.
Joseph Schumpeter veröffentlichte im März 1929 in der Zeitschrift Der Deutsche Volkswirt einen Aufsatz, in dem er erklärte, dass sich Deutschland wegen einer angeblich zu hohen Lohnpolitik und der Sozialpolitik in einer Depression befinde, die durch eine Mischung aus Lohn- und Preissenkungen sowie Austeritätspolitik bekämpft werden solle. Dies war exakt das Konzept der Deflationspolitik Brünings. Friedrich August von Hayek empfahl damals (auch den Vereinigten Staaten) eine Deflationspolitik, um die Lohnrigidität zu brechen. In den 1970er Jahren gestand er dies als Fehler ein.

## Maßnahmen

### Austeritätspolitik
Mit Hilfe von Notverordnungen wurden die direkten Steuern auf Löhne, Einkommen und Umsätze und vor allem die indirekten Steuern wie die Steuern auf Zucker, Bier und Tabak erhöht. Außerdem wurden die Sozialausgaben sowie die Löhne und Gehälter im öffentlichen Dienst gesenkt und öffentliche Investitionen weitestgehend zurückgefahren.

### Deflationspolitik
Das Ziel Brünings war, durch sinkende Preise und Löhne (Innere Abwertung) die internationale Wettbewerbsfähigkeit zu erhöhen. Mit Notverordnung vom 26. Juli 1930 wurde die Regierung ermächtigt, Preisabsprachen zu annullieren. Es folgten Appelle an die Wirtschaft, die Preise zu senken, untermauert mit der Drohung staatlicher Intervention. Nach der Lösung des englischen Pfunds vom Golddevisenstandard und dessen Abwertung ab 20. September 1931 wurden mit der 4. Notverordnung vom 8. Dezember 1931 Lohn-, Preis- und Mietsenkungen auf das Niveau von 1927 angeordnet und die Deflation weiter verschärft. Verschont wurden von diesen Maßnahmen die Reichswehr und wegen Hindenburg bis zum Frühjahr 1932 auch die weitgehend bankrotten ostelbischen Großagrarier. Als Brüning mit der Osthilfeverordnung die Einstellung dieser Subventionen und stattdessen Zwangsversteigerungen der Güter zur Ansiedlung von Arbeitslosen plante, wurde er von Hindenburg entlassen. Insgesamt reduzierten sich die Lebenshaltungskosten um ca. 20 %, die Bruttostundenlöhne etwas stärker. Bis zu 15 % der 20-prozentigen Deflation dürfte auf Brünings Politik zurückzuführen sein. Verstärkt wurde die Deflationspolitik Brünings noch durch die konjunkturellen Folgen der Weltwirtschaftskrise und eine kontraktive Geldpolitik der Reichsbank. Infolge der Wahlerfolge der NSDAP und der Deutschen Bankenkrise kam es zu einer Kapitalflucht, durch welche die Reichsbank mehr als die Hälfte der Gold- und Devisenbestände verlor. Aufgrund des Goldstandards war sie zu einer starken Anhebung des Diskont- und Lombardsatzes gezwungen.

## Folgen der Deflationspolitik
In Bezug auf die ökonomischen und sozialen Konsequenzen wird die Deflationspolitik als fataler Fehler angesehen, der nicht zuletzt die Machtergreifung Adolf Hitlers begünstigte.

### Wirtschaftliche Auswirkungen

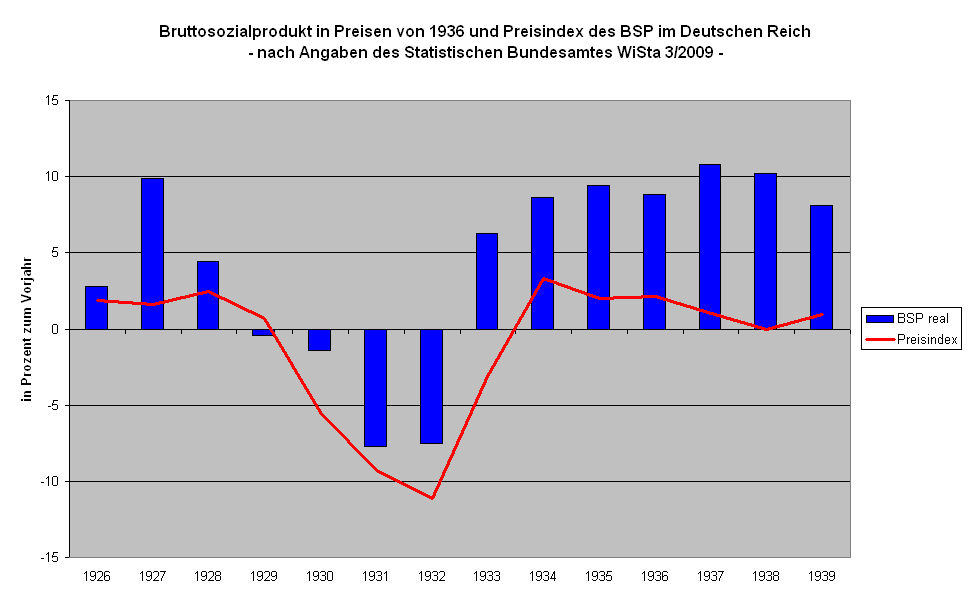
Der Verlauf des Preisindexes zeigt die Deflation der Jahre 1929 bis 1932, das preisbereinigte Bruttosozialprodukt die zeitgleiche schwere Rezession. Ab 1935 wurde der wirtschaftliche Aufschwung stark von Rüstungsausgaben bestimmt.

Die Deflation führte zu einer ebenso verheerenden Verwirrung und Planungsunsicherheit wie zuvor die Hyperinflation von 1923. Zusätzlich bewirkte die Deflation, dass sich der Geldwert (z. B. von Krediten) erhöhte, während Sachwerte abwerteten. Dadurch erschienen selbst eigentlich solide Firmen als überschuldet und mussten trotz voller Auftragsbücher in Insolvenz gehen. Die große Zahl in Not geratener Kredite führte wiederum dazu, dass Banken weniger Kredite vergaben, was wiederum die Zahl der Insolvenzen erhöhte (Schuldendeflation). Einer der zeitgenössischen Kritiker der Deflationspolitik war Anton Erkelenz. Er warnte, dass die Deflationspolitik zwar „ein gerechtfertigter Versuch ist Deutschland aus dem Griff der Reparationszahlungen zu befreien, in der Realität aber nichts anderes bedeutet als einen Selbstmord aus Angst vor dem Tod. Die Deflationspolitik richtet viel mehr Schaden an als 20 Jahre Reparationszahlungen […] Der Kampf gegen Hitler ist der Kampf gegen die Deflation, gegen die enorme Zerstörung von Produktionsfaktoren.“
Das Hauptziel der Deflationspolitik war eine Förderung des Exports, indem deutsche Produkte billiger und damit wettbewerbsfähiger werden sollten. Die meisten Handelspartner waren aber seit der Zeit der Massenarbeitslosigkeit aufgrund der Weltwirtschaftskrise weniger denn je gewillt dem Deutschen Reich Außenhandelsüberschüsse zu ermöglichen und dadurch selbst Arbeitslosigkeit zu importieren. Zum einen verfolgten damals weltweit die meisten Staaten eine mehr oder weniger ausgeprägte Deflationspolitik. Viele wichtige Handelspartner gingen auch zu einer ausgeprägten Schutzzollpolitik über (so die Vereinigten Staaten mit dem Smoot-Hawley Tariff Act). Großbritannien und 30 weitere Nationen kehrten auch relativ frühzeitig vom Goldstandard ab und erhöhten ihre Wettbewerbsfähigkeit im Außenhandel durch Abwertung der Währung (Währungskrieg). Dadurch wurde eine Erhöhung der deutschen Exporte durch Innere Abwertung (per Deflation) vollends aussichtslos. Im Ergebnis wurde das Ziel einer positiven Handelsbilanz zwar erreicht, allerdings nicht durch Steigerung der Exporte, sondern weil die deutsche Wirtschaftskrise und die Devisenknappheit zu einem starken Rückgang der Importe führte. Der Negativsaldo der Kapitalbilanz konnte nicht ausgeglichen werden, so dass es zu keinem Devisenzufluss kam.

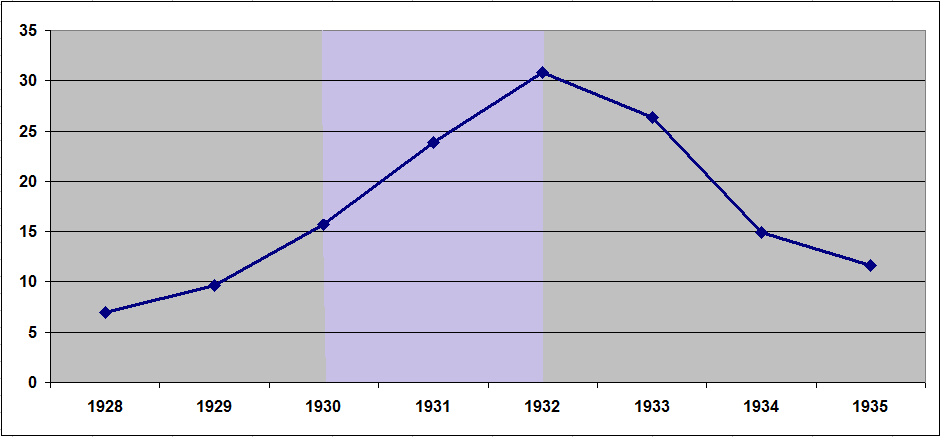
Entwicklung der Arbeitslosenquote von 1928 bis 1935. In der Phase der Brüningschen Deflationspolitik (violett hervorgehoben), stieg die Arbeitslosenquote von 15,7 % auf 30,8 %.

| Wirtschaftsdaten 1928–1932 | Wirtschaftsdaten 1928–1932 | Wirtschaftsdaten 1928–1932 | Wirtschaftsdaten 1928–1932 | Wirtschaftsdaten 1928–1932                 | Wirtschaftsdaten 1928–1932                              | Wirtschaftsdaten 1928–1932     | Wirtschaftsdaten 1928–1932           |
| Jahr                       | Außenhandel in Mill. RM    | Ausfuhr in Mill. RM        | Einfuhr in Mill. RM        | Ausfuhr − Einfuhr = Überschuss in Mill. RM | Durchschnittliche Gold- und Devisenbestände in Mill. RM | Bruttosozialprodukt in Mrd. RM | Industrielle Produktion (1928 = 100) |
| -------------------------- | -------------------------- | -------------------------- | -------------------------- | ------------------------------------------ | ------------------------------------------------------- | ------------------------------ | ------------------------------------ |
| 1928                       | 26.277                     | 12.276                     | 14.001                     | −1.725                                     | 2.405,4                                                 | 88,1                           | 100                                  |
| 1929                       | 26.930                     | 13.483                     | 13.447                     | +360.00                                    | 2.506,3                                                 | 88,4                           | 100                                  |
| 1930                       | 22.429                     | 12.036                     | 10.393                     | +1.643                                     | 2.806,0                                                 | 82,4                           | 087                                  |
| 1931                       | 16.326                     | 09.599                     | 06.727                     | +2.872                                     | 1.914,4                                                 | 69,0                           | 070                                  |
| 1932                       | 10.406                     | 05.739                     | 04.667                     | +1.072                                     | 0974,6                                                  | 56,7                           | 058                                  |

### Verteilungseffekte
Die Lasten der Deflationspolitik waren ungleich verteilt: Während Menschen mit fester Anstellung auf Grund der teils dramatisch sinkenden Preise ihr Realeinkommen zum großen Teil halten konnten (auch wenn sie sich wegen der sinkenden Nominallöhne benachteiligt glaubten) und Kapitaleigner profitierten, litten insbesondere leicht kündbare Arbeitnehmer und Arbeitslose unter der Krise, die sich durch die Politik der Regierung nämlich dauernd verschärfte. Sie betrieb eine prozyklische Wirtschaftspolitik: Der Staat senkte in einer Konjunkturkrise seine Ausgaben und verschlimmerte diese damit.

### Politische Folgen
Nach der Bankenkrise im Juli 1931 legten unabhängig voneinander der Präsident des Statistischen Reichsamtes Ernst Wagemann und der Vorsitzende der Vereinigungsgesellschaft Rheinischer Braunkohlenwerke Paul Silverberg Pläne in dieser Richtung vor. Der Wagemann-Plan, der auch von Hitler unterstützt wurde, und der Silverberg-Plan schlugen eine antizyklische Konjunkturpolitik in Form von Inflation als Wachstumsanreiz vor. Demgegenüber lenkten Vertreter der Gewerkschaften und Sozialdemokraten im so genannten WTB-Plan (nach den Autoren Wladimir Woytinsky, Fritz Tarnow und Fritz Baade benannt) vom Januar 1932 ihren Fokus auf die langfristige Entlastung der Staatskasse und die kurzfristige Initialzündung für die wirtschaftliche Entwicklung durch massive Arbeitsbeschaffungsmaßnahmen. Da Brüning all diese Pläne aus verschiedenen Gründen (u. a. Inflationsangst und Ziel des ausgeglichenen Haushalts) nicht umsetzte, konnten sie von den rechtsradikalen Parteien gegen ihn benutzt werden. Die Forderung nach Kreditausweitung war seit 1931 vor allem bei den Nationalsozialisten verbreitet.

## Debatte über Alternativlosigkeit der Deflationspolitik
Bereits 1930/1931 kam es in der Zeitschrift Der Deutsche Volkswirt zu einer intensiven Debatte darüber, ob es Alternativen zur krisenverschärfenden Politik der Regierung gab. Diskutiert wurden unter anderem Arbeitsbeschaffungsmaßnahmen, Zinssenkungen, eine Ausweitung der Geldmenge, wie sie Ernst Wagemann vorgeschlagen hatte, eine Neuordnung des Welthandels oder Änderungen der internationalen Finanzbeziehungen. Zu einem Konsens unter den deutschen Nationalökonomen führte die Debatte nur insoweit, dass Staatsinterventionen gefordert wurden. Welcher Art diese zu sein hätten, darüber waren die Verfasser der verschiedenen Artikel uneins oder ratlos, da die Furcht vor einer neuen Inflation nach den verheerenden Erfahrungen von 1923 allgemein überwog. Der sozialdemokratische Wirtschaftstheoretiker Carl Landauer bilanzierte: „Hände weg von der Währung!“
Heute besteht dagegen Einigkeit, dass die von Carl-Ludwig Holtfrerich genannte Alternative der Abkehr vom Goldstandard und der Abwertung der Reichsmark gegenüber einer fortgesetzten Deflation grundsätzlich der bessere Weg gewesen wäre. Laut Knut Borchardt stand dieser Weg aber nicht offen, da dies unter dem Young-Plan zur Begleichung der Alliierten Reparationsforderungen als Versuch einer einseitigen Änderung der Spielregeln aufgefasst und mit massiven Kapitalabzügen beantwortet worden wäre. Demnach bestand Brünings Plan keineswegs darin, das Deutsche Reich kalten Herzens in eine schwere Wirtschaftskrise zu stoßen, um die Alliierten dann zu einer Aufgabe der Reparationsansprüche zu überreden, sondern war ganz im Gegenteil der gescheiterte Versuch, Devisen zu beschaffen und die Reparationsforderungen zu begleichen. Borchardt vertritt die Auffassung, dass die Deflationspolitik Brünings die einzig mögliche Antwort auf das deutsche Schuldenproblem und einen mangelnden Zugang zu Krediten war. Er sieht das Problem als typische Auslandsschuldenkrise. Laut Gerald D. Feldman sind sowohl die Beiträge von Borchardt als auch von Holtfrerich sehr erhellend. Borchardt habe aber übersehen, dass Brüning und der damalige Reichsbankpräsident Hans Luther die Deflationspolitik nicht einfach aus einer Zwangslage heraus, sondern aus ehrlicher Überzeugung verfolgt hätten.
Borchardts Ansicht ist nicht unwidersprochen geblieben. Nach Ursula Büttner, Michael North, Charles P. Kindleberger, Heinrich August Winkler und Hans Mommsen verloren das Reichsbankgesetz und der Young-Plan seit der deutschen Bankenkrise ab Sommer 1931 an Bedeutung, da sie ohnehin nicht mehr eingehalten werden konnten. Die Alliierten hätten sich mit einer Abkehr der Reichsmark vom Goldstandard abgefunden, deren Abwertung nach britischem Vorbild im Ausland allgemein erwartet worden war. Spätestens seit September 1931, als Großbritannien und 30 weitere Nationen ihre Währungen abwerteten und damit gegenüber deutschen Waren auf dem Weltmarkt auf einen Schlag um 20 % billiger wurden, sei eine Abkehr von der Goldparität der Reichsmark möglich gewesen. Das hätte den wirtschaftspolitischen Handlungsspielraum erheblich erweitert, allerdings hätte eine wirtschaftliche Erholung Deutschlands auch den auf die Alliierten ausgeübten Druck gemindert, einem förmlichen Kriegsschuldenerlass zuzustimmen. Aufgrund der Fixiertheit Brünings auf Maximalziele in der Reparationsfrage wurden in seinem Kabinett Alternativen zur Deflationspolitik nicht einmal erwogen. Der Layton-Ausschuss zur Frage der Kreditwürdigkeit des Deutschen Reiches kam im August 1931 in seinem Abschlussbericht zu dem Ergebnis, dass das Deutsche Reich seine Reparationsverpflichtungen in der gegebenen wirtschaftlichen Situation nicht erfüllen könne und diese Zahlungsunfähigkeit von ihm nicht schuldhaft verursacht war. Gegen die Abkehr vom Goldstandard sprach auch die Furcht des deutschen Volkes vor einer Inflation (nach den schlechten Erfahrungen mit der Hyperinflation von 1923). Laut North wurde diese bewusst geschürt, um die Kritik an den Folgen der Deflationspolitik zu mindern. Das Protokoll der Geheimkonferenz der Friedrich List-Gesellschaft vom September 1931 bestätigt diesen Vorsatz allerdings nicht.
Laut Knut Borchardt war eine expansive Konjunkturpolitik aufgrund des Zustands des Staatshaushalts gar nicht möglich. Dem ist zuzugeben, dass seit der Deutschen Bankenkrise der öffentliche Kapitalmarkt für staatliche Schuldenaufnahmen nicht mehr zur Verfügung stand. Trotz restriktiver Vorschriften des Reichsbankgesetzes war aber eine Kreditfinanzierung von Arbeitsbeschaffungsmaßnahmen über die Gesellschaft für öffentliche Arbeiten (siehe auch Öffa-Wechsel) und die Akzeptbank formalrechtlich möglich, bedeutete aber eine Umgehung der Reichsbankgesetze und benötigten Rediskont durch die Reichsbank. Erst mit der Regierung Papen setzte eine schleppende Konjunkturerholung ein.